# Bombardier torpilor

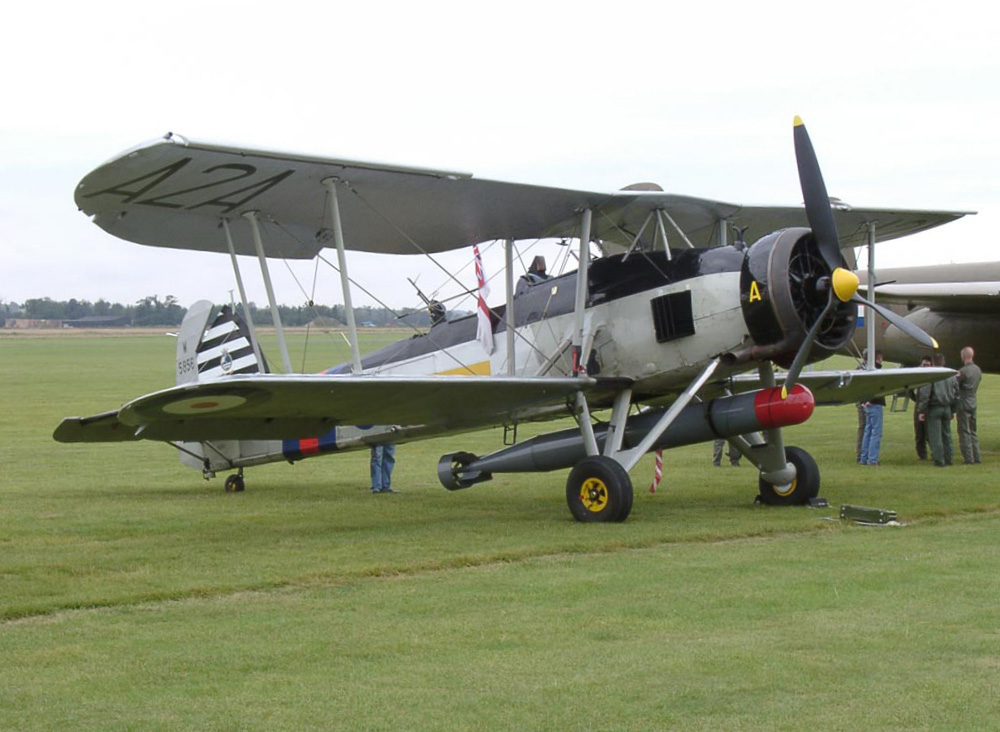
Fairey Swordfish cu torpila prinsă sub fuzelaj. Avioane de acest tip au fost folosite la scufundarea cuirasatului german Bismarck

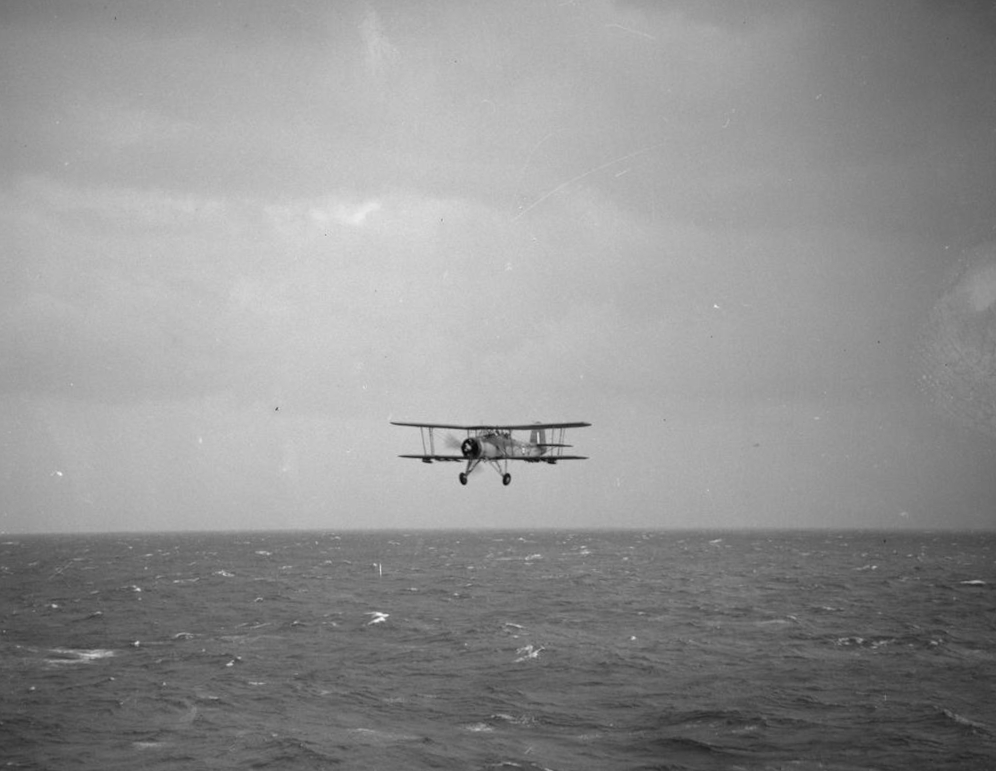
Un Swordfish întorcându-se la portavionul Ark Royal după atacul cu torpile asupra cuirasatului Bismarck

Un bombardier torpilor este o aeronavă militară care este capabilă să transporte torpile și să le folosească pentru a ataca țintele navale. Acest lucru necesită un spațiu lung pentru torpile sau o instalație specială sub fuzelaj pentru a transporta încărcătura, motiv pentru care s-a creat un tip specific de aeronave, adecvate pentru această acțiune.

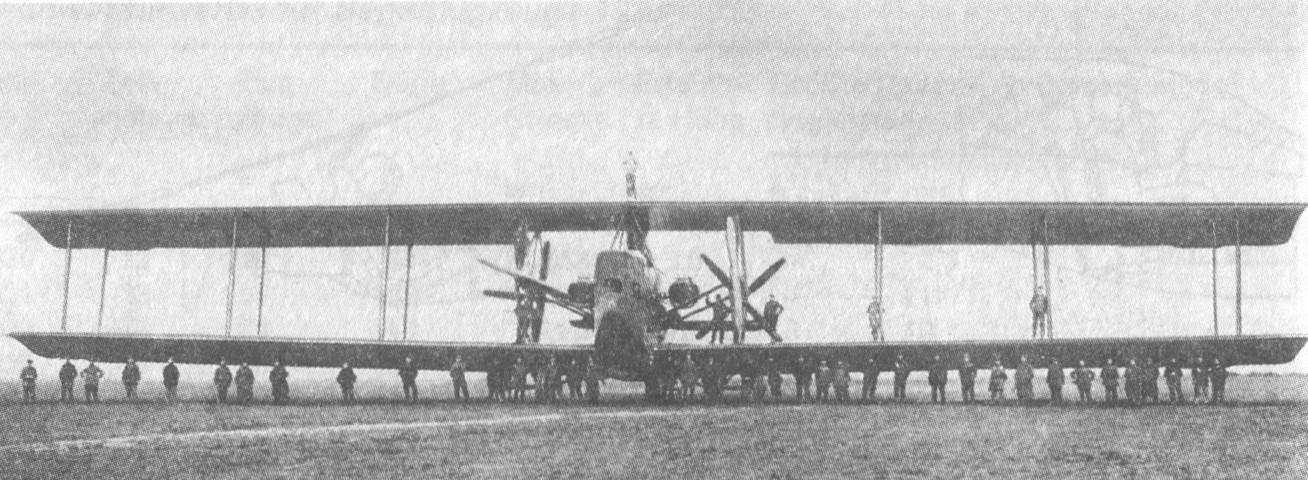
Giganticul Siemens-Schuckert R.VIII

.
.
.

## Istoric
Short 184 a fost un torpilor britanic din Primul Război Mondial. A fost prima aeronavă care a scufundat o navă maritimă cu o torpilă: la 17 august 1915, comandantul de zbor Charles Humphrey Kingsman Edmonds a decolat cu un Short 184 de pe portavionul HMS Ben-my-Chree și a scufundat o navă comercială turcă, cu o torpilă de 14 țoli (corespunzând la 356 mm).
Au urmat tot felul de încercări de a lansa torpile din aer transportate de dirijabile sau de avioane. Încă din toamna anului 1915, compania Siemens-Schuckert a efectuat teste de planare a torpilelor cu dirijabilul militar Parseval P IV (PL 16) din Berlin-Biesdorf. Au urmat ulterior teste cu dirijabilul Parseval PL 25, tot la Biesdorf. În vara anului 1917, torpilele-planor  au fost lansate și comandate de la distanță, din dirijabilul militar Z XII (LZ 26) lângă Hanovra. O torpilă-planor Siemens-Schuckert a fost lansată ultima dată pe 2 august 1918. Aceasta a cântărit 1.000 kg, a zburat 7,6 km și a fost lansată de la o înălțime de 1.200 metri. Odată cu armistițiul din noiembrie 1918, Siemens-Schuckert tocmai începuse o nouă serie de teste la Nordholz. Era vorba de avionul gigant R VIII (construit tot de Siemens-Schuckert: echipaj 7; lungime 21,60 m; anvergura 48,00 m; înălțime 7,40 m; greutate la start, cu încărcătură 15.900 kg; viteza de zbor 125 km/h; plafon de zbor 4000 m; rază de acțiune 920 km; autonomie de zbor 8 h; armament 6 mitraliere, 800 kg bombe), dar nu au mai existat lansări de bombe. Siemens-Schuckert a construit în jur de 100 de torpile-planoare până în noiembrie 1918.
Primele bombardiere de acest tip au fost realizate între cele două războaie mondiale. Biplanul britanic Fairey Swordfish a fost unul dintre cele mai faimoase. Dezvoltat în 1934, a jucat un rol major în cel de-al Doilea Război Mondial: cuirasatul Bismarck a fost făcut incapabil de manevră, prin torpilarea sa, flota italiană a fost slăbită decisiv de un atac cu bombardiere torpiloare în portul Taranto.
Astfel de avioane au fost folosite și în Pacific, un rol important avându-l avionul japonez Mitsubishi G4M Hamakis și cel american Grumman TBF Avenger, folosite în special în Bătălia de la Midway și la scufundarea cuirasatului japonez Yamato.

## Liste de bombardiere torpiloare (selecție)
.
.
- Short 184 ( Regatul Unit)

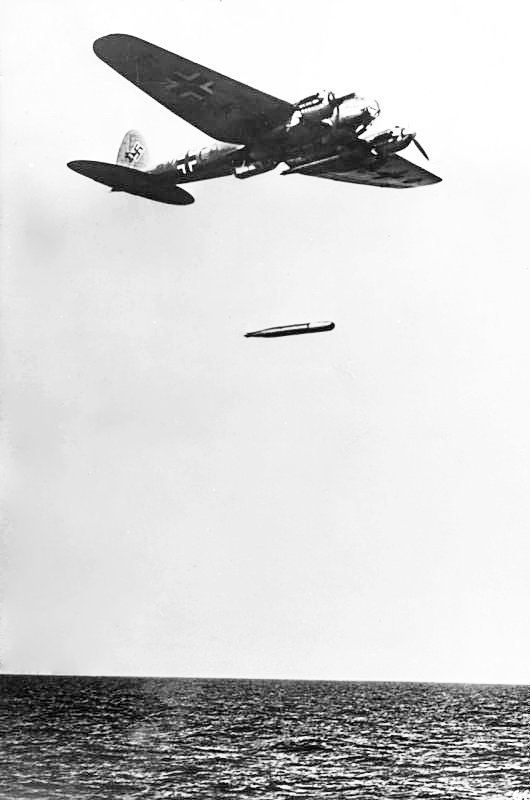
Atacul cu torpilă al unui Heinkel He 111

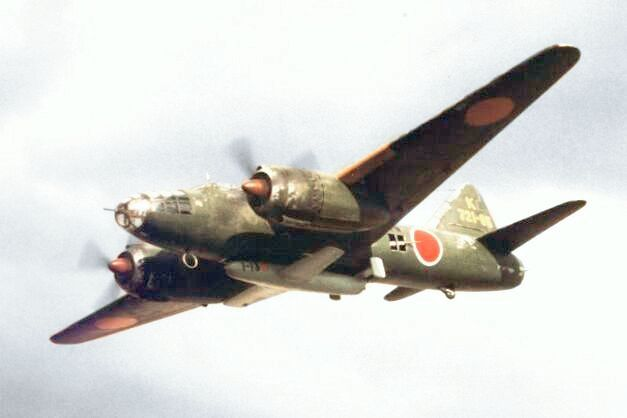
Mitsubishi G4M transportând Ōka (Yokosuka MXY-7) sub fuzelaj

- Bristol Type 156 Beaufighter ( Regatul Unit)
- Fairey Swordfish ( Regatul Unit)
- Fairey Barracuda ( Regatul Unit)
- Heinkel He 111 (de fapt un bombardier de categorie mijlocie; dar modelele J-0, J-1, H-4, H-5 și H-6 au fost bombardiere torpiloare) ( Germania)
- Heinkel He 115 ( Germania)
- Junkers Ju 88 ( Germania)
- Savoia-Marchetti SM.79 Sparviero ( Italia)
- Aichi B7A Ryūsei ( Japonia)
- Mitsubishi G4M Hamaki ( Japonia)
- Nakajima B5N Kankoh ( Japonia)
- Douglas TBD Devastator ( Statele Unite ale Americii)
- Grumman TBF Avenger ( Statele Unite ale Americii)

## Vezi și
- Listă de avioane
- Lista avioanelor militare din cel de-al Doilea Război Mondial
- Avion de recunoaștere
- Rachetă de croazieră

## Legături externe
- de Siemens-Schuckert-Flugzeuge R I – R VIII Arhivat în 2 februarie 2010, la Wayback Machine.
- de militärische Luftschiffahrt in Deutschland